# Jamamura Kazuja
Jamamura Kazuja (山村和也; Kazuya Yamamura; Nagaszaki, 1989. december 2. –) japán labdarúgó, a Kasima Antlers hátvédje, de középpályásként is bevethető.